# سیارک ۵۵۳۳۱
سیارک ۵۵۳۳۱ (به انگلیسی: 55331 Putzi، نامگذاری:2001SY115) پنجاه و پنج هزار و سیصد و سی و یکمین سیارک کشف شده‌است که در ۲۱ سپتامبر ۲۰۰۱ کشف شد.